# بنحاس تسوكرمان
بنحاس تسوكرمان (بالعبرية:פנחס צוקרמן) (16 يوليو 1948 في تل أبيب) هو عازف كمان وقائد لفرقة موسيقية إسرائيلي

## حياته
بدأ بنحاس في دراسة الموسيقى بالمعهد الموسيقي (الكونسرفتوار) وعمره ثمانية أعوام. وفي عام 1962 سافر إلى مدينة نيويورك بالولايات المتحدة الأمريكية في منحة دراسية من إحدى المؤسسات الثقافية. وشرع في دراسة الموسيقى. بدأ من عام 1965 وحتى عام 1969 في مدرسة جوليارد بولاية نيويورك الأمريكية. حقق بنشاس شهرته الفنية في نيويورك كعازف للكمان عام 1969 وظهر لأول مرة قائدا موسيقيا عام 1974 في أوركسترا الحجرة الإنجليزي. عمل مديرا لأوركسترا سانت بول بولاية مينيسوتا من عام 1980 وحتى عام 1987 .

## روابط خارجية
- بنحاس تسوكرمان على موقع IMDb (الإنجليزية)
- بنحاس تسوكرمان على موقع الموسوعة البريطانية (الإنجليزية)
- بنحاس تسوكرمان على موقع مونزينجر (الألمانية)
- بنحاس تسوكرمان على موقع ألو سيني (الفرنسية)
- بنحاس تسوكرمان على موقع ميوزك برينز (الإنجليزية)
- بنحاس تسوكرمان على موقع أول ميوزيك (الإنجليزية)
- بنحاس تسوكرمان على موقع ديسكوغز (الإنجليزية)
- بنحاس تسوكرمان على موقع قاعدة بيانات الفيلم (الإنجليزية)
- بنحاس تسوكرمان على موقع كينوبويسك (الروسية)